# Rütten & Loening
 (mai 2024).
Si vous disposez d'ouvrages ou d'articles de référence ou si vous connaissez des sites web de qualité traitant du thème abordé ici, merci de compléter l'article en donnant les références utiles à sa vérifiabilité et en les liant à la section « Notes et références ».
Rütten & Loening est une maison d'édition allemande fondée en 1844 par Joseph Rütten et Karl Friedrich Loening (de).
Aujourd'hui, elle est une simple collection de la maison d'édition Aufbau-Verlag.